# Workshop de Música Ubíqua (UbiMus)
O Workshop de Música Ubíqua, frequentemente abreviado para UbiMus, é um evento que abriga pesquisadores, professores, estudantes, profissionais da área, curiosos e toda a comunidade artística e científica do Brasil e do exterior interessada nas aplicações tecnológicas em atividades sonoras e musicais. A primeira edição foi organizada em 2010, e desde então vem acontecendo anualmente, tratando a ubiquidade tecnológica e sua relação interdisciplinar com os campos da arte e da música, bem como processos criativos, interação e performance, musicologia, tecnologia móvel e internet das coisas musicais.
A música ubíqua (também abreviada para ubimus) é um campo emergente de pesquisa que combina várias áreas da computação com a música. O termo deve sua origem aos conceitos por trás da computação ubíqua, que defende que a tecnologia está entrelaçada de tal maneira na vida cotidiana que ela se torna indistinguível. Os desenvolvimentos recentes na prática artística, abordagens educacionais baseadas na comunidade, expansão dos recursos criativos para músicos e não-músicos, computação móvel e ubíqua, cultura DIY e internet das coisas musicais têm relação direta com a ubimus. Diante disso, surgiu o Workshop em Música Ubíqua, para ser uma plataforma de debates, propostas, ideias, resultados inicias e projetos de pesquisa em torno da área. O workshop apresenta o diferencial de permitir trabalhos em três idiomas (português, inglês e espanhol) e pela sua forte sustentação social e comunitária.
No que diz respeito aos artigos submetidos ao evento, espera-se que eles apresentem enfoque técnico e tratem de pesquisas e resultados envolvendo assuntos relacionados ao amplo território da música ubíqua. Além disso, são aceitas propostas artísticas, obras que relacionem a computação com as artes, oficinas que contam com discussões sobre as principais inovações na área e pôsteres com trabalhos incipientes, sejam eles técnicos ou artísticos.
O evento é organizado pelo Ubiquitous Music Group (g-ubimus), uma rede de pesquisadores que reúne engenheiros, cientistas da computação, educadores e músicos sediados no Brasil, Europa, América do Norte e Oceania.

## Tópicos de Interesse
Os tópicos de interessem passam por ferramentas tecnológicas que auxiliam o fazer artístico, o aprendizado e ensino de música. Alguns itens são listados a seguir, embora o evento não esteja restrito a eles:
- Práticas criativas em tecnologia da informação (ITCP)

- Artes digitais
- Estudos da criatividade
- Tecnologias educacionais
- Tecnologias sociais
- Ciência cognitiva
- Computação ubíqua
- Computação móvel
- Computação distribuída
- Trabalho colaborativo auxiliado por computador (CSCW)
- Interação gestual
- Perfomance em rede
- Estética da interação
- Internet das coisas musicais
- Estratégias de ubimus para o desenvolvimento humano
- Práticas musicais cotidianas
- Improvisação com dispositivos ubíquos

## Edições Anteriores
A partir de sua primeira edição, em 2010, o Workshop de Música Ubíqua passou a ocorrer anualmente, tendo sido sediado em diversas cidades na América e na Europa. A lista abaixo elenca todas elas:
- XI Ubimus (2021 - Online)
- X Ubimus ( 2020 - Online)
- IX Ubimus ( 2019 - Marselha, França)
- VIII Ubimus (2018 – São João del-Rei, Brasil)
- VII Ubimus (2016 – Online)
- VI Ubimus (2015 – Växjö – Suécia)
- V Ubimus (2014 – Vitória, Brasil)
- IV Ubimus (2013 – Porto Alegre, Brasil)
- III Ubimus (2012 – São Paulo, Brasil)
- II UbiMus (2011 – Vitória, Brasil)
- I UbiMus (2010 – Florianópolis, Brasil)